# Deuxième circonscription du Nord de 1852 à 1863
La deuxième circonscription du Nord était l'une des 8 circonscriptions législatives françaises que comptait le département du Nord pendant les onze premières années du Second Empire.

## Description géographique et démographique
La deuxième circonscription du Nord était située à la périphérie de l'agglomération Lilloise. Située entre la Belgique, Lille et de l'  arrondissement de Douai, la circonscription est centrée autour de la ville de Roubaix.  
Elle regroupait les divisions administratives suivantes : Canton de Cysoing ; Canton de La Bassée ; Canton de Lannoy ; Canton de Pont-à-Marcq  ; Canton de Roubaix ; Canton de Seclin ; Canton de Tourcoing-Nord et le Canton de Tourcoing-Sud.
Lors du recensement général de la population en 1851 à la suite du décret du 1er février de cette année, la population totale de cette circonscription est estimée à 196 051 habitants.

## Historique des députations
| Législature     | Début de mandat | Fin de mandat    | Député élu          | Parti politique     | Observations |
| --------------- | --------------- | ---------------- | ------------------- | ------------------- | ------------ |
| Ire législature | 29 février 1852 | 27 novembre 1857 | Louis Joseph Descat | Majorité dynastique |              |
| 2e législature  | 21 juin 1857    | 4 novembre 1863  | Jules Brame         | Tiers parti         |              |